# 椛田ちひろ
椛田 ちひろ（かばた ちひろ、1978年 -  ）は、日本の芸術家。和光大学准教授。

## 経歴
武蔵野美術大学造形研究科美術専攻油絵コース修士課程修了後、2006年アートトレイスギャラリーにて初個展を行う。その後、遊工房アートスペース、アートフロントギャラリーなどで個展を継続的に開催する。2021年和光大学講師に着任し、2024年より准教授。

## 人物
大量の筆運びの反復によって画面が埋め尽くされているのが特徴の作品を制作する。どれだけ描画を重ねようとも、わたしたちに見えるのは常に一番上の表面であるという、自身の絵画構造を作品化する。常に表面でしかない絵画の「向こうがわ」を目指し、不可視あるいは不可知なものを問い続ける制作を行う。
2021年、府中市美術館にて、自身の絵画構造・自身の展示構造を時間軸で見せる公開制作を行う。
2023年、「何が絵画を絵画たらしめているのか」という問いから、桑垣樹（幾何学・代数解析学）と「絵画を数学の視点・言語でモデル化する」交流活動を行う。

## 教育
和光大学芸術学科・椛田ゼミでは、イメージを定着させる支持体を研究する「支持体特別講義」を毎年開催している。

## 作品
- 《metric》2013年、Fairmont Jakarta蔵[8]
- 《Dark river, Kamogawa》2018年、サウザンド京都蔵
- 《Dark river, Katsuragawa》2018年、サウザンド京都蔵
- 《観測》2023年、東急新宿歌舞伎町タワー109シネマズプレミアム新宿蔵
- 他多数

## 展覧会

### 個展
- 「椛田ちひろ個展」（2006年、アートトレイスギャラリー、東京）[1]
- 「スーパーポジシオン」（2008年、アートトレイスギャラリー、東京）[1]
- 「スーパーポジシオン-トリプティク」（2008年、遊工房アートスペース、東京）[1][9]
- 「フレームワーク」（2008年、ギャラリー・グランカフェ、東京）[1]
- 「シュヴァルツヴァルトメトリック」（2009年、アトランティコギャラリーSHIBUYA、東京）[1]
- 「アンユナイティ」（2009年、遊工房アートスペース、東京）[10][1]
- 「事象の地平線」（2010年、新宿眼科画廊、東京）[11]
- 「境界の先の光景」（2010年、遊工房アートスペース、東京）[12][1]
- 「αMプロジェクト『成層圏vol.1 椛田ちひろ』」（2011年、galleryαM、東京）[13]
- 「Chihiro Kabata: fear/ flight/ fleeting」（2011年、Institute of Contemporary Arts Singapore、シンガポール）[14]
- 「目をあけたまま閉じる」（2011年、アートフロントギャラリー、東京）[3]
- 「今、甦り、絶えず過ぎ去ってゆく」（2012年、H.P.FRANCE ウィンドウギャラリー丸の内、東京）[3]
- 「世界は鏡を通過する」（2012年、アートフロントギャラリー、東京）[15]
- 「Adrift in the dark」（2013年、KASHYA HILDEBRAND、スイス）[16]
- 「影をおりたたむ」（2013年、アートフロントギャラリー、東京）[3]
- 「フォロウイングザシャドウ」（2015年、アートフロントギャラリー、東京）[3]
- 「見知らぬ惑星」（2017年、アートフロントギャラリー、東京）[3]
- 「綴られた記録／綴られる記憶」（2019年、museumshop T、東京）[17]
- 「公開制作81 - 縺れ、解け、すべては進みながら起こる」（2021年、府中市美術館）[5]
- 「SQUARE」（2021年、長亭ギャラリー 、東京）[18]

### グループ展
- 「MOTアニュアル2011｜世界の深さのはかり方」（2011年、東京都現代美術館、東京）[4]
- 「現代美術の展望VOCA展2012-新しい平面の作家たち」（2012年、上野の森美術館、東京）[19]
- 「あざみ野コンテンポラリーvol.2 Viewpointsいま「描く」ということ」（2012年、横浜市民ギャラリーあざみ野、神奈川）[20]
- 「Encounter －the Royal Academy in Asia」（2012年、Institute of Contemporary Arts Singapore、シンガポール）[21]
- 「単位展ーあれくらい、それくらい、どれくらい？」（2015年、21_21 デザインサイト、東京）[22]
- 「THINGS FALL TOGETHER」（2019年、シンガポールアートウィーク、シンガポール）[23]
- 「DE:VOTED」（2020年、シンガポールアートウィーク、シンガポール）[24]
- 「日本の美術を貫く炎の筆『線』―火焔土器からまゆ毛まで―」（2020年、府中市美術館、東京）[25]
- 「ブレイク前夜×代官山ヒルサイドテラス　時代を突っ走れ！ 小山登美夫セレクションのアーティスト38人」（2020年、代官山ヒルサイドフォーラム、東京）[3]
- 「14 Days Stay Singapore」（2022年、INSTINC、シンガポール）[2]

### 国際芸術祭
- 「大地の芸術祭越後妻有アートフィールド2022」（2022年、大地の芸術祭越後妻有アートフィールド2022、新潟）[26]
- 「大地の芸術祭越後妻有アートトリエンナーレ2024」（2022年、大地の芸術祭越後妻有アートトリエンナーレ2024、新潟）[27]